# Toni Marbà i Blasi
Toni Marbà i Blasi (Terrassa, 1983) és un músic català.
El 2009 decidí dedicar-se totalment a la música en un projecte en solitari. A mesura que avançava el treball, començà a envoltar-se dels músics que l'acompanyarien en la presentació del projecte musical el 6 de maig del 2010, i amb els quals compartí llargues i productives hores d'assajos, en un clima cada vegada més familiar que traspua al públic en el directe musical.
Va musicar els temes amb instruments com el llaüt, el clarinet i el caixó flamenc. Va rebre consells musicals de Moisès Soler, propostes literàries de Cris López, i recomanacions vocals de Maria Mateu i Montse Strait, i l'ajuda dels sis músics que l'acompanyen per fer el disc Desmentides veu la llum l'octubre de 2012. El disc és una barreja d'intimitat i reivindicació. El mateix Marbà va dissenyar el llibret del CD.